# Atanyproctus simplicitarsis
Atanyproctus simplicitarsis är en skalbaggsart som beskrevs av Rudolph Petrovitz 1954. Atanyproctus simplicitarsis ingår i släktet Atanyproctus och familjen Melolonthidae. Inga underarter finns listade.